# Connexiteit
Connexiteit is een term die in de rechtswetenschappen gebruikt wordt om een nauw juridisch of feitelijk verband aan te geven tussen twee rechtsfeiten of verbintenissen. In diverse leerstukken binnen het Nederlands recht komt deze connexiteitseis - of anders gezegd: de eis van nauw verwantschap - naar voren.

## Connexiteit tussen rechtsfeiten
Er is sprake van connexe rechtsfeiten of verbintenissen indien er een evidente en voor een ieder kenbare band bestaat tussen deze feiten of verbintenissen. De meest voor de hand liggende voorbeelden zijn die van de overeenkomst, waar sprake is van aanbod (één rechtsfeit) en aanvaarding (het andere rechtsfeit), en de verbintenis tot levering van een bepaalde zaak door een verkoper en de verbintenis tot het betalen van de koopsom door de koper.

### Connexiteit in het bestuursrecht
In het bestuursrecht is, binnen onder andere het leerstuk van het zelfstandig schadebesluit sprake van twee connexiteitsvereisten:
- materiële connexiteit: de schade dient veroorzaakt te zijn door een besluit in de zin van art. 1:3 eerste lid Algemene wet bestuursrecht of een daarmee gelijkgesteld bestuursbesluit;
- formele connexiteit: voor het schadebesluit moest dezelfde rechtsgang worden gevolgd als voor het schadeveroorzakende besluit.

### Connexiteit in het privaatrecht
In het privaatrecht is het leerstuk van de connexiteit onder andere van belang bij het, daaraan verwante, leerstuk van de Exceptio non adimpleti contractus of afgekort enac, waarbij in artikel 6:52 BW de vereisten worden omschreven en in artikel 6:262 BW het leerstuk van de enac wordt uitgewerkt. Het gaat dan om het recht van een partij bij een wederkerige overeenkomst (denk bijvoorbeeld aan de aan- en verkoop van een huis of iets dergelijks) zijn of haar prestatie op te schorten omdat de andere partij haar verplichtingen niet of niet op tijd nakomt.

### Connexiteit in het strafrecht
Voor vervolging en bestraffing van twee overtredingen van artikel 266 eerste lid jo 267 aanhef en sub 2 Sr is van belang of gesproken kan worden van een voortgezette handeling als bedoeld in artikel 56 Sr. In dat geval leveren de feiten één strafbaar feit op. Het in deze wetsbepaling bedoelde verband eist, zoals blijkt uit jurisprudentie en literatuur, vier connexiteitseisen:
1. één wilsbesluit
2. inhoudelijke samenhang
3. samenhang in tijd
4. één strafrechtelijk te beschermen rechtsbelang.